# Carl Nisbeth
Carl Wilhelm Carlsson Nisbeth, född 26 juni 1886 i Uppsala, död 21 mars 1961 i Östuna församling, var en svensk agronom.
Carl Nisbeth var son till civilingenjören Carl Gustaf Mathias Nisbeth och friherrinnan Mari Therese Raab. Han avlade mogenhetsexamen i Uppsala 1906 och utexaminerades från Ultuna lantbruksinstitut 1911. Nisbeth var förvaltare vid Jordbruksaktiebolaget Åsbergby & Vallby 1911–1917 och sekreterare vid Folkhushållningskommissionens jordbruksavdelning 1917–1920 samt var från 1920 agronom över Stockholms stads jordbruksegendomar och hade överinseendet över dessa. Han erhöll flera uppdrag inom jordbruks- och trädgårdsekonomins område och var bland annat extra lärare vid Lantbruksakademiens trädgårdsskola 1920–1926, blev 1933 ledamot av förvaltningsutskottet i Stockholms stad och läns hushållningssällskap, ordförande i Stockholms stads hushållningsgille 1925, ordförande i Stockholms län och stads trädgårdsråd 1932, ordförande i Stockholms läns fjäderfäavelsförening 1933, styrelseledamot i Sveriges koloniträdgårdsförbund 1926 och styrelseledamot i Sveriges pomologiska förening 1938. Nisbeth var 1925–1935 redaktör för tidskriften Koloniträdgården och publicerade uppsatser rörande jordbruk och trädgårdsskötsel i fackpressen. Från 1919 innehade han fideikommisset Tisslinge. Han avlade reservofficersexamen 1908 och tog som löjtnant vid Upplands artilleriregementes reserv avsked 1921. Han återinträdde 1940 som löjtnant i Svea artilleriregementes reserv där han befordrades till kapten 1943.